# Natação nos Jogos Pan-Americanos de 2019 - 200 m medley feminino
As competições dos 200 metros medley feminino da natação nos Jogos Pan-Americanos de 2019 foram realizadas em 10 de agosto no Centro Aquático Nacional, em Lima, no Peru. 

## Calendário
Horário local (UTC-5).
| Data         | Horário | Fase          |
| ------------ | ------- | ------------- |
| 10 de agosto | 11:20   | Eliminatórias |
| 10 de agosto | 20:50   | Final B       |
| 10 de agosto | 20:55   | Final A       |

## Medalhistas
| Ouro   | USA Alexandra Walsh |
| Prata  | USA Meghan Small    |
| Bronze | CAN Bailey Andison  |

## Recordes
Antes desta competição, os recordes mundiais e pan-americanos da prova eram os seguintes:
| Tipo                             | Atleta               | Tempo   | Local   | Data                |
| -------------------------------- | -------------------- | ------- | ------- | ------------------- |
|                                  | HUN Katinka Hosszú   | 2m06s12 | Cazã    | 3 de agosto de 2015 |
| Recorde dos Jogos Pan-Americanos | USA Caitlin Leverenz | 2m10s51 | Toronto | 18 de julho de 2015 |

## Resultados

### Eliminatórias
A eliminatória foi realizada em 10 de agosto. 
| Pos. | Bateria | Raia | Nadador                     | Nacionalidade         | Tempo   | Notas |
| ---- | ------- | ---- | --------------------------- | --------------------- | ------- | ----- |
| 1    | 2       | 4    | Meghan Small                | USA Estados Unidos    | 2:13.05 | QA    |
| 2    | 3       | 5    | Alexandra Walsh             | USA Estados Unidos    | 2:14.55 | QA    |
| 3    | 3       | 4    | Bailey Andison              | CAN Canadá            | 2:15.15 | QA    |
| 4    | 1       | 4    | Erika Seltenreich-Hodgson   | CAN Canadá            | 2:15.78 | QA    |
| 5    | 2       | 5    | Monika González Hermosillo  | MEX México            | 2:17.38 | QA    |
| 6    | 2       | 3    | McKenna DeBever             | PER Peru              | 2:18.22 | QA    |
| 7    | 3       | 3    | Virginia Bardach            | ARG Argentina         | 2:18.54 | QA    |
| 8    | 2       | 6    | Camila Mello                | BRA Brasil            | 2:18.85 | QA    |
| 9    | 1       | 2    | Laura Morley                | BAH Bahamas           | 2:19.37 | QB    |
| 10   | 1       | 3    | Florencia Perotti           | ARG Argentina         | 2:19.49 | QB    |
| 11   | 3       | 6    | Byanca Rodríguez Villanueva | MEX México            | 2:20.77 | WD    |
| 12   | 1       | 5    | Gabrielle Roncatto          | BRA Brasil            | 2:21.39 | QB    |
| 13   | 3       | 2    | Laura Melo                  | COL Colômbia          | 2:24.11 | QB    |
| 14   | 2       | 2    | Julimar Avila               | HON Honduras          | 2:25.12 | QB    |
| 15   | 2       | 1    | Daniela Alfaro              | CRC Costa Rica        | 2:26.39 | QB    |
| 16   | 3       | 7    | Nicole Frank Rodriguez      | URU Uruguai           | 2:26.46 | QB    |
| 17   | 1       | 7    | Fernanda Reyes Hinrichsen   | CHI Chile             | 2:27.63 | QB    |
| 18   | 2       | 7    | Gabriela Donahue            | TTO Trinidad e Tobago | 2:27.66 |       |
| 19   | 3       | 8    | Elisa Funes Jovel           | ESA El Salvador       | 2:27.80 |       |
| 20   | 1       | 6    | Andrea Santander Banchs     | VEN Venezuela         | 2:28.11 |       |
| 21   | 1       | 1    | Sofia Lopez Chaparro        | PAR Paraguai          | 2:29.63 |       |
| 22   | 3       | 1    | Mariagracia Torres Nole     | PER Peru              | 2:31.62 |       |

### Final B
A final B foi realizada em 10 de agosto. 
| Pos. | Raia | Nadador                   | Nacionalidade  | Tempo   | Notas            |
| ---- | ---- | ------------------------- | -------------- | ------- | ---------------- |
| 9    | 4    | Laura Morley              | BAH Bahamas    | 2:18.54 |                  |
| 10   | 5    | Florencia Perotti         | ARG Argentina  | 2:20.68 |                  |
| 11   | 6    | Laura Melo                | COL Colômbia   | 2:21.81 |                  |
| 12   | 2    | Julimar Avila             | HON Honduras   | 2:22.43 | Recorde nacional |
| 13   | 3    | Gabrielle Roncatto        | BRA Brasil     | 2:22.61 |                  |
| 14   | 1    | Nicole Frank Rodriguez    | URU Uruguai    | 2:26.43 |                  |
| 15   | 7    | Daniela Alfaro            | CRC Costa Rica | 2:27.18 |                  |
| 16   | 8    | Fernanda Reyes Hinrichsen | CHI Chile      | 2:29.60 |                  |

### Final A
A final A foi realizada em 10 de agosto. 
| Pos.              | Raia | Nadador                    | Nacionalidade      | Tempo   | Notas            |
| ----------------- | ---- | -------------------------- | ------------------ | ------- | ---------------- |
| Medalha de ouro   | 5    | Alexandra Walsh            | USA Estados Unidos | 2:11.24 |                  |
| Medalha de prata  | 4    | Meghan Small               | USA Estados Unidos | 2:11.36 |                  |
| Medalha de bronze | 3    | Bailey Andison             | CAN Canadá         | 2:14.14 |                  |
| 4                 | 2    | Monika González Hermosillo | MEX México         | 2:15.13 |                  |
| 5                 | 7    | McKenna DeBever            | PER Peru           | 2:15.48 | Recorde nacional |
| 6                 | 6    | Erika Seltenreich-Hodgson  | CAN Canadá         | 2:15.52 |                  |
| 7                 | 8    | Camila Mello               | BRA Brasil         | 2:17.22 |                  |
| 8                 | 1    | Virginia Bardach           | ARG Argentina      | 2:18.54 |                  |

Legenda
| Recorde mundial                  | Recorde mundial (World record)               |                       | Recorde africano                      | Recorde africano (African) |                                           | Q | Classificado por posição (Qualified) |
| Recorde dos Jogos Pan-Americanos | Recorde pan-americano (Pan-American record)  | Recorde da América    | Recorde da América (Americas)         | q                          | Classificado por melhor tempo (Qualified) |   |                                      |
| Melhor marca do ano              | Melhor marca do ano (World leading)          | Recorde asiático      | Recorde asiático (Asian)              | DNS                        | Não largou (Did not start)                |   |                                      |
| Recorde nacional                 | Recorde nacional (National record)           | Recorde europeu       | Recorde europeu (European)            | DNF                        | Não terminou (Did not finish)             |   |                                      |
| Recorde pessoal                  | Recorde pessoal do atleta (Personal best)    | Recorde da Oceania    | Recorde da Oceania (Oceania)          | DSQ / DQ                   | Desclassificado (Disqualified)            |   |                                      |
| Recorde da temporada             | Recorde da temporada do atleta (Season best) | Recorde sul-americano | Recorde sul-americano (South America) | NM                         | Sem marca (No mark)                       |   |                                      |